# Laura Secord
Laura Secord, nata Ingersoll (Great Barrington, 13 settembre 1775 – Chippawa, 17 ottobre 1868), è stata una patriota canadese.

## Biografia
La storia di Laura Secord ha ormai delle sfumature quasi mitologiche in Canada. La sua impresa è stata oggetto di recite, libri, poesie; in queste opere, la storia di Laura non mancò dall'essere abbellita ed esagerata. Dopo la sua morte, il Canada l'ha più volte onorata conferendo il suo nome a scuole, erigendo monumenti e un museo, distribuendo una moneta ed un francobollo commemorativo, e costruendo una statua collocata nel Valiants Memorial, ad Ottawa.

### Storia familiare e giovinezza
Thomas Ingersoll (1749–1812) sposò la diciassettenne Elizabeth Dewey il 28 febbraio 1775. La loro primogenita, Laura, nacque a Great Barrington nella Provincia della Massachusetts Bay il 13 settembre 1775. La famiglia di Thomas si trovava da ormai 5 generazioni in Massachusetts. Fu Richard Ingersoll a stabilirvisi da immigrato dopo essere arrivato a Salem, da Bedfordshire, in Inghilterra, nel 1629.  Thomas nacque nel 1749 a Westfield. Anche Elizabeth, figlia di Israel Dewey e sua moglie, nacque a Westfield, il 28 gennaio 1758. Thomas si trasferì a Great Barrington nel 1774 e si sistemò in una casa situata vicino al fiume Housatonic. Durante gli anni che seguirono, Thomas si affermò con successo come cappellaio, successo che gli permise di sposarsi, espandere i suoi possedimenti terrieri e ingrandire la casa a mano a mano che la famiglia si ingrandiva. Passò molto tempo lontano da casa; ciò gli permise di aumentare il proprio rango all'interno della gerarchia militare al fianco dei Patrioti durante la Guerra d'indipendenza americana. Al suo ritorno a Great Barrington, divenne magistrato.Leavey 2012, pp. 16-17
Elizabeth diede alla luce altre tre figlie: Elizabeth Franks il 17 ottobre 1779; Mira (o Myra) nel 1781; Abigail nel settembre 1783. Diedero Abigail in adozione nel 1784 ad una zia di cognome Nash. Elizabeth Ingersoll morì il 20 febbraio 1784. Thomas si risposò l'anno dopo con Mercy Smith, vedova di Josiah Smith, il 26 maggio 1785. Mercy non ebbe figli. A lei fu attribuito il merito di aver insegnato alle figliastre a leggere e lavorare a maglia prima di morire di tubercolosi nel 1789.
Durante la sua adolescenza, Laura, la maggiore delle figlie, si prese cura delle sorelle e si occupò dei lavori domestici.
Thomas si risposò (quattro mesi dopo la morte di Mercy), il 20 settembre 1789 con Sarah "Sally" Backus, una vedova che aveva anche una figlia, Harriet. La coppia ebbe altri sette figli, di cui quattro femmine e tre maschi. Il primo maschio, Charles Fortescue, nacque il 27 settembre 1791.Leavey 2012, pp. 24-26 Charlotte (nata nel 1793) e Appolonia (nata nel 1794) furono le ultime Ingersoll a nascere in Massachusetts.
Thomas aiutò a sopprimere la rivolta di Shays nel 1786, e così ottenne il grado di maggiore. Negli anni che seguirono, si confrontò con la persecuzione dei lealisti portata avanti in Massachusetts. Realizzò così che la depressione economica seguita alla guerra d'Indipendenza e i suoi profondi debiti, non rendessero possibile una ripresa economica per lui e la sua famiglia.Leavey 2012, pp. 26-27 Thomas incontrò nel 1793 a New York City, il capo Mohawk Joseph Brant, che gli offrì e gli mostrò un'occasione di riprendersi e stabilirsi nell'Alto Canada, zona in cui la Corona stava incoraggiando lo sviluppo. Lui e quattro soci viaggiarono alla volta dell'Alto Canada per richiedere al tenente governatore John Simcoe una concessione terriera. I cinque ricevettero 66 000 acri (27 000 ha; 103 mi²) nella Thames Valley; qui fondarono Oxford-on-the-Thames (poi conosciuta come Ingersoll), a condizione che riuscissero a popolare la città con più di quaranta famiglie entro sette anni. Dopo aver chiuso gli affari a Great Barrington, gli Ingersoll si trasferirono nel 1795.Leavey 2012, pp. 29-31
Thomas Ingersoll mantenne la famiglia, durante i primi anni nell'Alto Canada, aprendo e portando avanti una taverna a Queenston mentre la terra veniva pulita e le strade venivano costruite nella sistemazione definitiva. La famiglia rimase a Queenston finché non venne completata una baita nel 1796. Dopo che il governatore Simcoe ritornò in Inghilterra nel 1796, l'opposizione crebbe nei "Late Loyalists", di cui Thomas, venuti in Canada per le concessioni territoriali. Le concessioni vennero ridotte drasticamente, e il contratto di Thomas fu cancellato per inadempienza. Sentendosi tradito, nel 1805 si trasferì con la sua famiglia a Credit River, vicino a York (l'odierna Toronto), dove aprì con successo una locanda fino al 1812, anno in cui morì a causa di un ictus. Sally portò avanti la locanda fino alla sua morte nel 1833.
Laura Ingersoll rimase a Queenston quando il resto della famiglia si trasferì. Sposò James Secord, un uomo facoltoso, si pensa nel giugno del 1797.
La famiglia Secord era di origine francese. Il cognome originale era D'Secor o Sicar. Cinque fratelli Secord, protestanti ugonotti, scapparono dalla persecuzione in Francia e fondarono New Rochelle nel 1688.  Ai tempi della Guerra d'Indipendenza, i membri lealisti della famiglia anglicizzarono il cognome in Secord.Leavey 2012, pp. 41-42
Laura e James vissero in una casa a St. Davids. Il primo piano di essa fu un negozio.
Laura ebbe la loro prima figlia, Mary, a St. Davids nel 1799.  Mary fu seguita da Charlotte (1801), Harriet (10 febbraio 1803)Leavey 2012, pp. 42-43 Charles Badeau (1809—unico figlio maschio) e Appolonia (1810).

### Guerra del 1812
James Secord prestò servizio nella 1st Lincoln Militia sotto Isaac Brock quando la Guerra anglo-americana scoppiò. James fu tra coloro che aiutarono a portare via il corpo di Brock dopo che fu ucciso nel primo attacco durante la Battaglia di Queenston Heights nell'ottobre del 1812. James stesso rimase gravemente ferito alla gamba e alla spalla durante la battaglia. Quando Laura seppe delle complicazioni che si erano presentate, si precipitò al fianco del marito. Alcune fonti affermarono che Laura sorprese tre soldati americani a prepararsi per uccidere James, ma lei li implorò di risparmiare la vita del marito in cambio della sua, ma non fu necessario poiché il capitano americano John E. Wool arrivò e riprese i soldati. La storia però potrebbe non essere del tutto vera e potrebbe aver avuto origine dal nipote di Laura, James B. Secord.
Quando Laura e James tornarono a casa, scoprirono che in assenza di Laura la dimora era stata saccheggiata. Durante l'inverno passato a St. Davids, Laura si occupò esclusivamente del marito, facendo sì che potesse tornare in piena salute.
Il 27 maggio 1813, l'esercito statunitense sferrò un attacco vicino al fiume Niagara, e prese Fort George.
Queenston e la zona del Niagara caddero in mano degli americani. Gli uomini in età militare vennero fatti prigionieri e mandati in America, nonostante ciò, James Secord non fu tra questi. A giugno dello stesso anno, alcuni soldati americani alloggiarono nella casa degli Secord.

### La marcia di Laura Secord

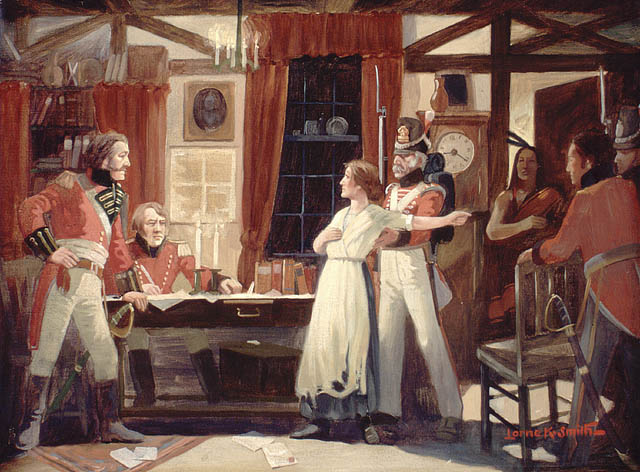
Laura avverte James Fitz-Gibbon di un imminente attacco statunitense a Beaver Dams (Lorne Kidd Smith, circa 1920)

Nella sera del 21 giugno, Laura Secord sentì dei piani riguardanti un attacco a sorpresa degli americani nei confronti delle truppe inglesi (comandate dal tenente James FitzGibbon) a Beaver Dams, località che avrebbe garantito agli americani il controllo della Penisola del Niagara. Non è ancora del tutto chiaro come Laura entrò in possesso di tali informazioni, ma, secondo la tradizione, udì per caso una conversazione tra gli americani da lei alloggiati, durante la cena.
James ai tempi era ancora in via di guarigione (in seguito alle ferite riportate ad ottobre) perciò Laura si avviò all'alba del giorno seguente per avvertire il tenente. Camminò dall'attuale Queenston a St. Davids per 20 miglia (32 km). A St. Davids si fermò alla casa del suo fratellastro, Charles, che aveva 11 anni ed era malato a letto. Passò per Homer, Shipman's Corners e Short Hills nelle Niagara Escarpment prima di arrivare al campo dei guerrieri alleati mohawk, che la condussero fino al quartier generale di FitzGibbon alla DeCew House. Grazie al suo avvertimento, un piccolo battaglione inglese ed un più grande contingente di soldati mohawk furono preparati per l'attacco americano; sconfissero gli americani, molti dei quali morirono o vennero fatti prigionieri durante la Battaglia di Beaver Dams il 24 giugno. Laura Secord non venne mai menzionata nei rapporti scritti dopo la battaglia.

### Gli anni del dopoguerra
Dopo la guerra, la famiglia Secord non ebbe più una sicura fonte di sostentamento, poiché il negozio di Queenston fallì. La pensione di guerra di James e l'affitto di 200 acri di terra a Grantham Township furono gli unici guadagni che mandarono avanti la famiglia.
La sesta figlia di Laura e James Secord, Laura Anne, nacque nell'ottobre del 1815, e la loro ultima figlia, Hannah, nacque nel 1817. La figlia maggiore della famiglia Secord, Mary, sposò un dottore, William Trumball, il 18 aprile 1816.  Il 27 marzo 1817, in Irlanda, Mary diede alla luce Elizabeth Trumball, la prima nipote di Laura e James. Mary ebbe un'altra figlia, anch'essa chiamata Mary, in Giamaica. In seguito alla morte del marito, Mary tornò a Queenston con le sue figlie, nel 1821.

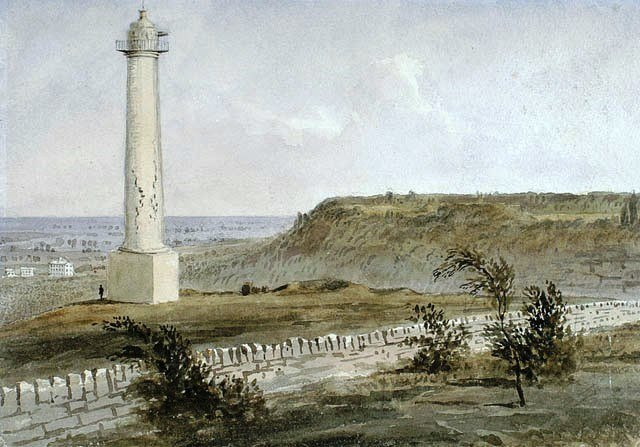
A Laura fu promesso un posto al Brock's Monument, ma tale posto fu poi dato ad un'altra donna. (1840, dipinto di Philip John Bainbrigge)

James, trovandosi in difficoltà, inviò al governo una petizione con la quale chiedeva gli venisse dato un qualche tipo di impiego. Il tenente governatore Peregrine Maitland non gli offrì un posto di lavoro, ma lo offrì a Laura: le chiese di fare da guardiana al Brock's Monument che di lì a poco sarebbe stato completato. Inizialmente Laura rifiutò, ma poi, anche se riluttante, accettò. Quando il Brock's Monument aprì nel 1831, Laura venne a sapere che il tenente governatore John Colborne, intendeva dare le chiavi del monumento a una vedova di un membro del comitato, morto in seguito a un incidente.
Il 17 luglio 1831, Laura scrisse a Colborne chiedendogli di tenere fede alla promessa fatta da Maitland; alla lettera allegò un documento, scritto da FitzGibbon, che attestava il suo contributo alla guerra. Laura scrisse che Maitland disse al colonnello Thomas Clarke che ormai era troppo tardi per pensare alla signorina Nichol, vedova del membro del comitato, poiché aveva già dato la sua parola alla signorina Secord che, perciò, avrebbe dovuto ricevere di lì a poco le chiavi. Nonostante ciò, Secord non ricevette mai quelle chiavi.
Nel 1828, una delle figlie di James e Laura, Appolonia, morì di tifo a soli 18 anni. Nello stesso anno, James fu nominato cancelliere della corte surrogata del Niagara. Venne promosso a giudice nel 1833, e suo figlio Charles Badeau Secord rilevò la posizione di cancelliere Il primo figlio di Charles Badeau Secord, Charles Forsyth Secord, nacque il 9 maggio 1833, la sua fu l'unica discendenza dei Secord ad arrivare al XXI secolo.
James iniziò un lavoro in dogana nel 1835 al porto di Chippawa (ora appartenente a Niagara Falls). Fu annessa un'abitazione a Chippawa, in cui la famiglia si trasferì. Charles Badeau Secord prese la casa di Queenston. Laura Ann e suo figlio si trasferirono nella casa nel 1837 in seguito alla morte del marito.

### Ultimi anni e morte

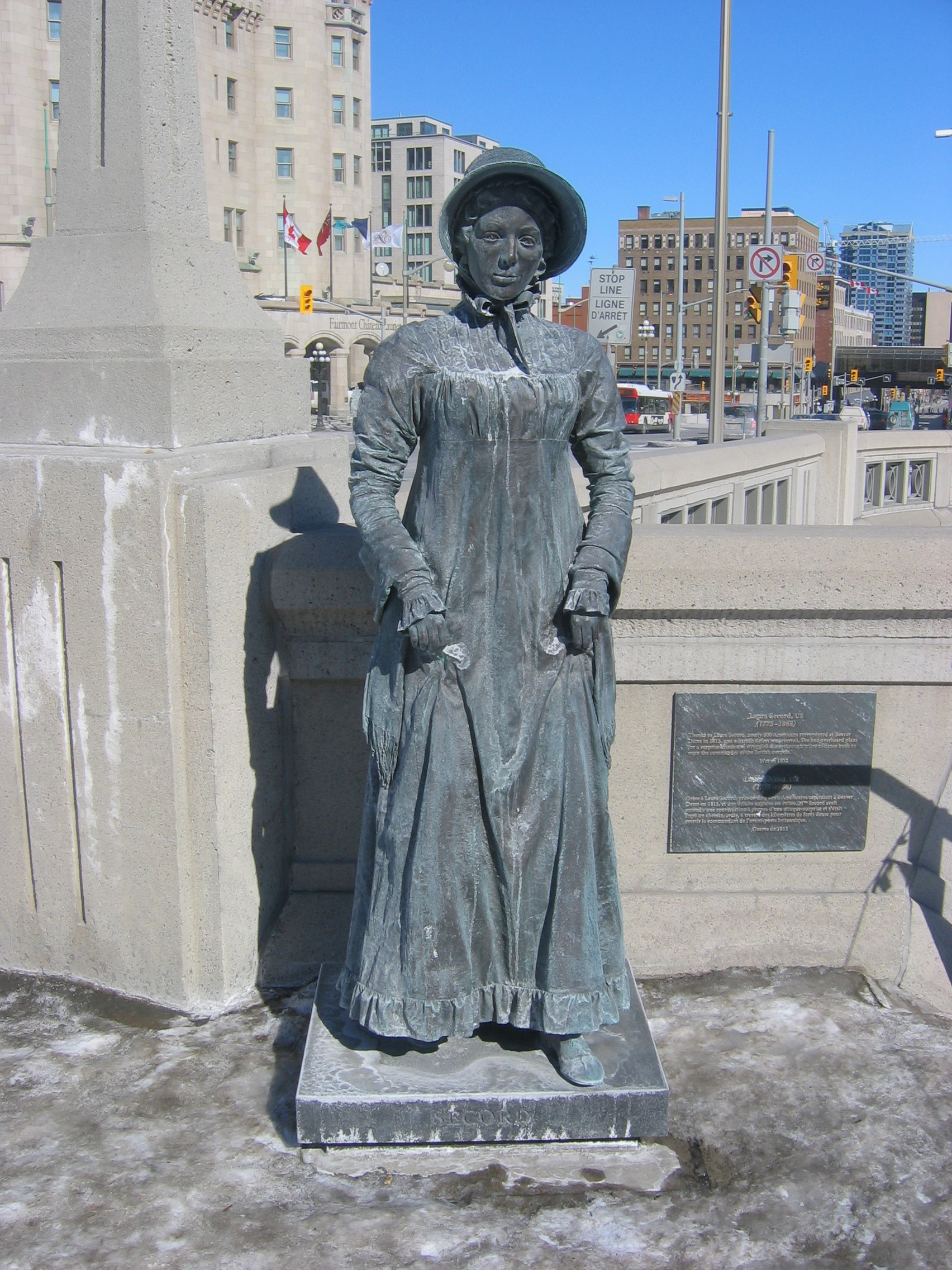
Statu di Laura al Valiants Memorial, ad Ottawa

James Secord morì di ictus il 22 febbraio 1841. Venne seppellito, secondo i suoi desideri, a Drummond Hill. La morte di James lasciò Laura in stato di assoluta povertà. Quando la pensione di guerra terminò, non fu più in grado di mantenere la sua terra e fu costretta a venderne gran parte. Il 27 febbraio 1841 il governatore generale Sydenham rifiutò la richiesta di Laura di dare al figlio il posto in dogana appartenuto a James. Sydenham ricusò anche la richiesta di una pensione che Laura fece a maggio dello stesso anno, poiché James ne aveva ricevuta una per decenni.
Probabilmente grazie all'aiuto di alcuni membri della famiglia più abbienti, Laura si poté trasferire in un cottage a Water Street (oggi Bridgewater Street) nel novembre del 1841. Harriet e le sue due figlie la raggiunsero nel maggio del 1842, in seguito alla morte del marito di Harriet per intossicazione da alcool. Le tre condivisero la casa con Laura fino alla sua morte. La figlia più piccola di Laura, Hannah, decise di raggiungerle e andò a vivere con loro dopo essere rimasta vedova nel 1844, portando con sé le sue due figlie.
Nonostante Laura non fosse particolarmente istruita, aprì e gestì una scuola per un breve periodo, nel tentativo di essere autosufficiente. La scuola venne chiusa quando il sistema scolastico pubblico fu introdotto negli anni Quaranta dell'Ottocento.
Nel corso degli anni, la famiglia Secord chiese più volte al governo qualche tipo di riconoscimento, senza successo. Nel 1860, quando Laura aveva 85 anni, il Principe del Galles venne a conoscenza della sua storia durante un viaggio in Canada. A Chippawa, vicino alle Cascate del Niagara, seppe che Laura Secord viveva ormai da vedova indigente e le fece recapitare un sussidio di 100 sterline. Fu l'unico riconoscimento che Laura ottenne mentre era ancora in vita.
Laura Secord morì nel 1868 all'età di 93 anni. Fu seppellita al fianco del marito nel Cimitero di Drummond. La sua lapide è adornata con un busto di riconoscimento, ed è posta vicino al monumento dedicato alla battaglia di Lundy's Lane.
L'epigrafe sulla lapide recita:
()

## Ricordo e leggenda
La nipote di Laura Secord la descrisse alta circa 1,63 metri (5 ft 4 in), dagli occhi castani e la carnagione chiara. James FitzGibbon la descrisse come "di figura snella e delicata".
Laura era molto brava a lavorare a maglia, creare vestiti e cucinare.
Secondo il biografo Peggy Dymond Leavey, i suoi nipoti amavano ascoltare le storie raccontate da Laura riguardo alla sua giovinezza, e la sua fede anglicana cresciuta con gli anni.

Nel suo rapporto della battaglia, FitzGibbon dichiarò solo di aver "ricevuto informazioni" sulla minaccia di un attacco; è possibile che abbia omesso di menzionare Secord per proteggere la sua famiglia durante la guerra. Scrisse per la prima volta di Laura in un certificato datato 26 febbraio 1820, a sostegno di una petizione del marito per ottenere la licenza per gestire una cava di pietra a Queenston. Nel 1827 FitzGibbon scrisse:
(I do hereby Certify that on the 22d. day of June 1813, Mrs. Secord, Wife of James Secord, Esqr. then of St. David's, came to me at the Beaver Dam after Sun Set, having come from her house at St. David's by a circuitous route a distance of twelve miles, and informed me that her Husband had learnt from an American officer the preceding night that a Detachment from the American Army then in Fort George would be sent out on the following morning (the 23d.) for the purpose of Surprising and capturing a Detachment of the 49th Regt. then at Beaver Dam under my Command.  In Consequence of this information, I placed the Indians under Norton together with my own Detachment in a Situation to intercept the American Detachment and we occupied it during the night of the 22d. – but the Enemy did not come until the morning of the 24th when his Detachment was captured.  Colonel Boerstler, their commander, in a conversation with me confirmed fully the information communicated to me by Mrs. Secord and accounted for the attempt not having been made on the 23rd. as at first intended.)
 Moir, John S. (1964). "Laura Secord". In Zaslow, Morris. The Defended Border; Upper Canada and the War of 1812. Macmillan Co. of Canada.,  p. 313.

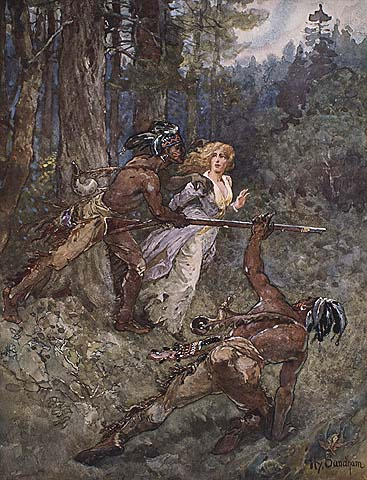
Secord guidata attraverso i boschi dai Mohawk warriors (Henry Sandham, circa 1910

FitzGibbon scrisse in un documento ufficiale datato 23 febbraio 1837 che Secord lo "informava" delle intenzioni degli americani, ma non dichiarò se l'informazione venne usata o meno. Un diario del capo del popolo mohawk, John Norton, parla di "un leale abitante che ha portato informazioni riguardo al Nemico che intende attaccare", senza fare il nome di tale abitante. Dominique Ducharme, leader dei Mohawk Caughnawaga nella battaglia di Beaver Dams, non menzionò Secord nei suoi rapporti, né menzionò di aver ricevuto informazioni da Laura Secord o da FitzGibbon sull'imminente attacco americano.
Secord scrisse due resoconti della sua passeggiata, il primo nel 1853 e il secondo nel 1861. Il resoconto non contiene dettagli che possano essere confermati con resoconti militari della battaglia, come date specifiche o dettagli riguardanti le truppe. La sua versione si modificò con gli anni. Lo storico Pierre Berton ha notato che Laura non dichiarò mai chiaramente come venne a sapere dell'attacco, ella disse a FitzGibbon che suo marito lo venne a sapere da un ufficiale americano, ma anni dopo disse a sua nipote che aveva sentito i piani direttamente dai soldati americani alloggiati nella sua casa. Berton pensò quindi che l'informatore dei Secord potesse essere un americano residente negli Stati Uniti, che sarebbe stato accusato di tradimento se i Secord avesse rivelato la sua fonte. Negli anni '60 dell'Ottocento, quando la storia di Laura Secord uscì allo scoperto, lo storico William Foster Coffin aggiunse nuovi dettagli, compresa l'informazione secondo la quale Laura avesse portato con sé una vacca come scusa per lasciare la sua casa, nel caso in cui le pattuglie americane avessero messo in dubbio le sue intenzioni.
Molti storici hanno messo in dubbio la storia raccontata da Laura Secord.
W. Stewart Wallace, nel suo libro del 1932, "La storia di Laura Secord: A Study in Historical Evidence", arrivò alla conclusione secondo la quale la sua storia fosse in gran parte solo un mito e che non ebbe alcun ruolo significativo nell'esito della battaglia di Beaver Dams.
Lo storico George Ingram sostenne nel suo libro del 1965 "The Story of Laura Secord Revisited" che la storia di Laura Secord era stata ridimensionata troppo. Ruth MacKenzie distrusse la reputazione di Laura con il libro "Laura Secord: The Legend and the Lady" del 1971. La questione riguardante il reale contributo di Laura Secord al successo britannico, è stata oggetto di contestazioni.
Agli inizi degli anni '20, gli storici sostennero che gli esploratori nativi ebbero già informato FitzGibbon dell'attacco imminente ben prima che Secord arrivasse il 23 giugno. Lo storico Ernest Cruikshank scrisse nel 1895 che "appena la signora Secord ebbe finito di dare le sue informazioni, quando gli esploratori di Ducharme arrivarono, essi avevano già incontrato l'avanzata del nemico". Più tardi, furono trovate due testimonianze scritte da FitzGibbon nel 1820 e nel 1827, che sostenevano la versione di Laura Secord. FitzGibbon affermò che Laura Secord arrivò il 22 giugno, non il 23 giugno, e che "grazie a queste informazioni", era stato in grado di intercettare le truppe americane.

## Memoria

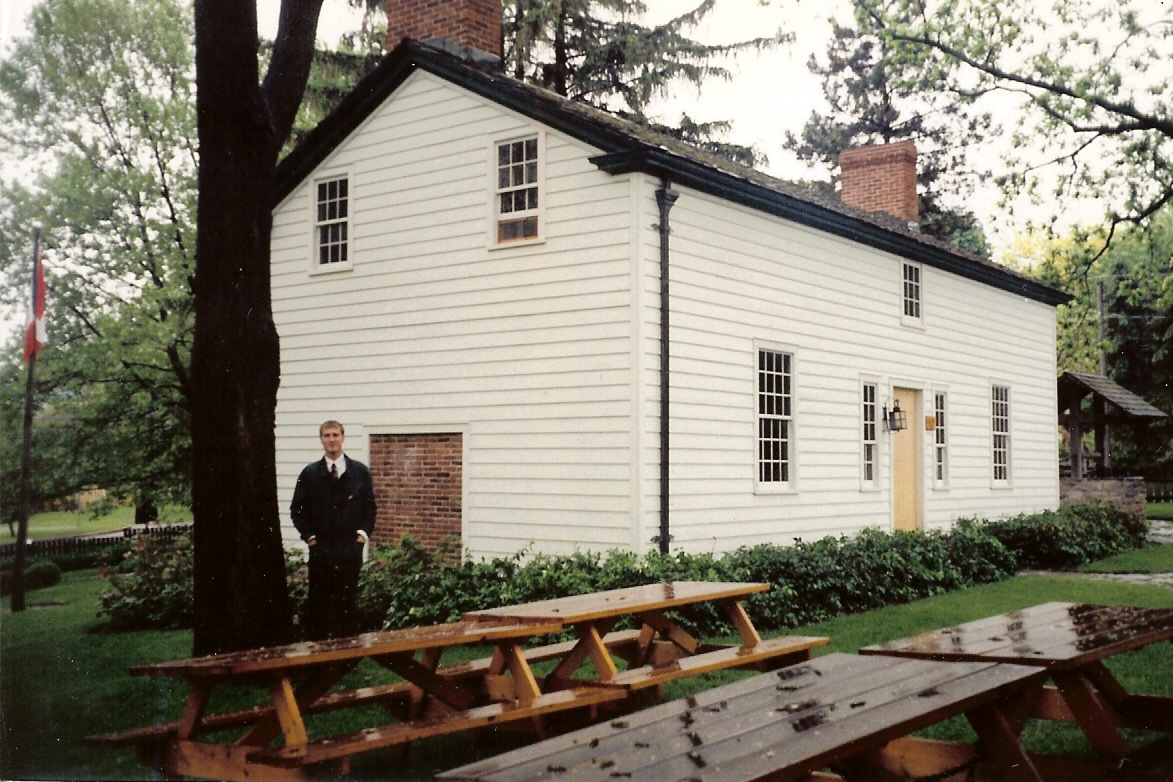
Il casolare di Laura Secord a Queenston

La storica Cecilia Morgan sostiene che la storia di Laura Secord divenne famosa negli anni '80 del 1800, quando le donne nobili cercarono di rafforzare i legami tra le donne canadesi e l'Impero britannico. Scrive che esse avevano bisogno di un'eroina femminile per dare valore alle loro richieste e al loro diritto sul suffragio femminile. Per primo, utilizzarono per la loro campagna il dramma in versi di Sarah Anne Curzon, "Laura Secord: L'eroina del 1812" nel 1887. Esso fu un catalizzatore per "un diluvio di articoli e voci su Laura Secord che riempirono i libri scolastici canadesi a cavallo del ventesimo secolo". Anche se i critici diedero alla rappresentazione recensioni negative, fu il primo lavoro completo dedicato alla storia di Laura, e ciò rese popolare la sua immagine.
Laura Secord è stata paragonata all'eroina franco-canadese Madeleine de Verchères e all'eroe della rivoluzione americana Paul Revere. La sua storia è stata raccontata e commemorata da generazioni di biografi, drammaturghi, poeti, romanzieri e giornalisti.

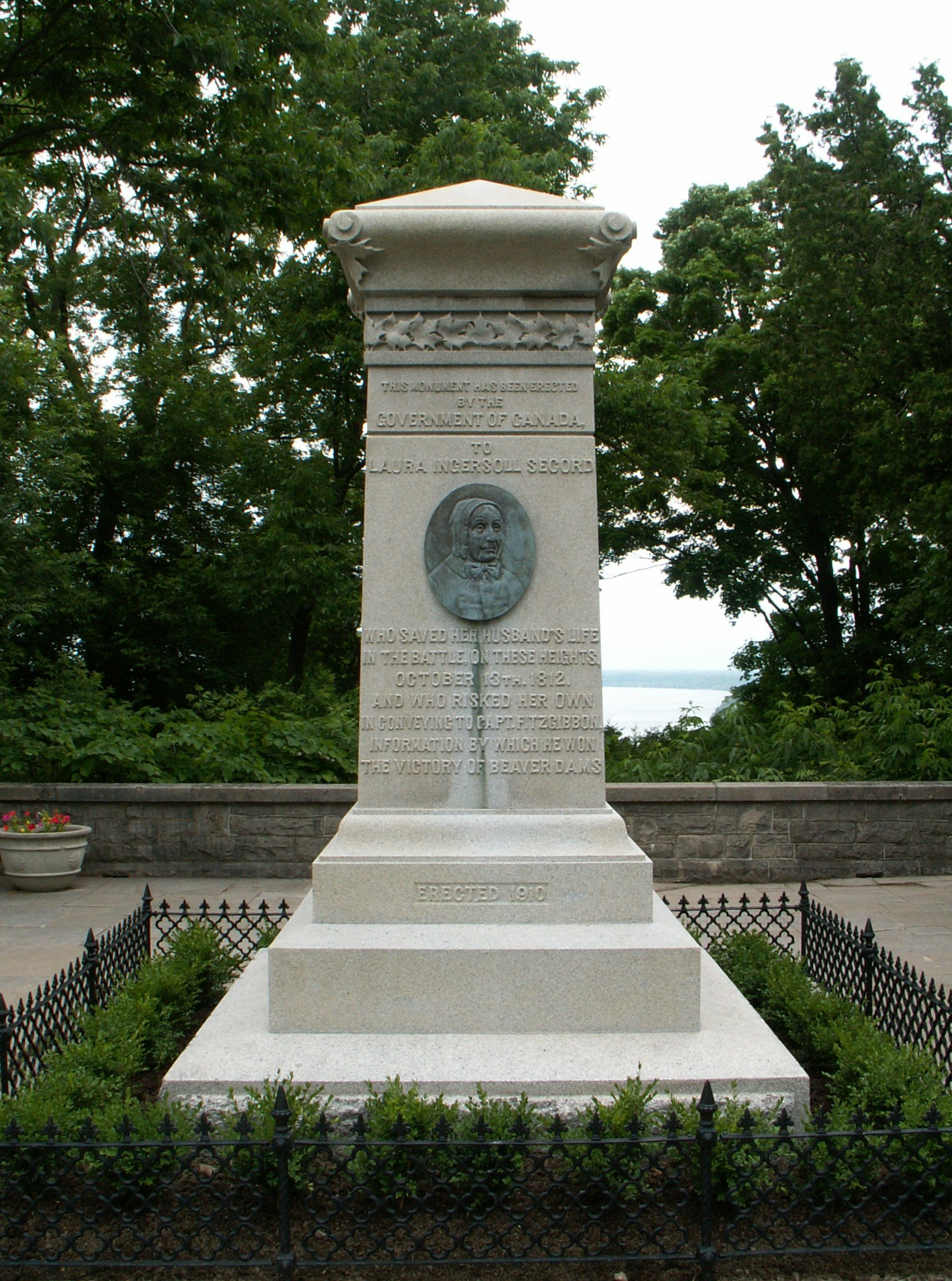
Monumento a Laura Secord a Queenston Heights

Dopo aver scoperto un ritaglio di giornale che descriveva gli eventi, la femminista Emma Currie si interessò seriamente alla storia della vita di Laura Secord. Ricevette informazioni dai parenti di Laura, arrivando fino a Great Barrington e pubblicò un resoconto biografico nel 1900 intitolato "The Story of Laura Secord". Successivamente creò una petizione, conclusasi con successo, per erigere un memoriale dedicato a Laura Secord, costruito a Queenston Heights. Il monumento in granito tagliato è alto circa 210 cm ed è stato inaugurato nel 1901. Nel 1905, il ritratto di Laura è stato appeso in Parlamento. Il drammaturgo Merrill Denison scrisse un dramma radiofonico della sua storia nel 1931, che mescolò storia seria e parodia. Nel centenario della camminata di Laura Secord nel 1913, e per capitalizzare il patriottismo canadese, Frank O'Connor fondò la "Laura Secord Chocolates". La prima sede della catena è stata aperta nelle strade di Yonge e Elm a Toronto; il primo negozio aprì il 20 ottobre 2013 al 354 Yonge Street. I cioccolatini erano confezionati in scatole nere adornate con un cammeo di Laura. Negli anni '70, la società diventò il più grande rivenditore di dolci in Canada. Tra la maggior parte dei canadesi, il nome Laura Secord è più fortemente associato alla compagnia di cioccolato piuttosto che alla figura storica.
Durante la guerra del 1812, la fattoria di Queenston dei Secton fu dismessa ed infine saccheggiata. Venne restaurata nella seconda metà del XX secolo e consegnata alla Commissione dei Parchi del Niagara nel 1971. Ora è gestita come museo e negozio di articoli da regalo nelle strade di Partition e Queen a Queenston. La vecchia casa di Thomas Ingersoll in Main Street a Great Barrington, nel Massachusetts, luogo di nascita di Laura Secord, fu usata come biblioteca della città dal 1896 fino al 1913. La Mason Library la sostituì e fu eretta al suo posto. La Commissione del distretto storico di Great Barrington rese il 18 ottobre 1997 il giorno di Laura Secord e pose una targa in suo onore nel sito della Mason Library.
Varie scuole in Canada prendono il nome di Laura Secord, tra cui Laura Secord Public School (nota anche come Laura Secord Memorial School, 1914-2010) a Queenston, École Laura Secord School a Winnipeg, nel Manitoba (costruita nel 1912), Laura Secord Secondary School a St. Catharines in Ontario e Laura Secord Elementary School a Vancouver, nella Columbia Britannica. Il Beaver Dams Battlefield Park ha una targa dedicata a Laura Secord.
Nel 1992, le poste del Canada hanno emesso un francobollo commemorativo di Laura Secord. Nel 2003, il Ministro del Patrimonio canadese dichiarò Laura Secord "personaggio di importanza storica nazionale", e nel 2006 la sua fu una delle quattordici statue dedicate al Memoriale di Valiants ad Ottawa. Per commemorare il 200º anniversario della sua camminata, la sua immagine ha ornato una moneta messa in circolazione dalla Zecca reale canadese, appartenente a una serie dedicata alla guerra del 1812, e un francobollo postale emesso dalla Canada Post.